# Médiaszolgáltatás-támogató és Vagyonkezelő Alap
A Médiaszolgáltatás-támogató és Vagyonkezelő Alap, rövidítve: MTVA a magyar állam által elkülönített vagyonkezelő és pénzalap, melynek kezelője a Nemzeti Média- és Hírközlési Hatóság (NMHH) Médiatanácsa, költségvetését az Országgyűlés hagyja jóvá, tevékenységét a vezérigazgató irányítja. 2011. január 1-jén alakult. Fő feladata 2015-től a Duna Médiaszolgáltató Nonprofit Zrt. számára történő műsorgyártás.

## Története

### 2011–2018: Átmeneti időszak
Az MTVA vezetője 2011 elején Fazekas Csaba volt, de ő három hónap után távozott. Az origo.hu szerint azért, mert lassan haladtak az átalakítások. A következő 7 évben Böröcz István, Szabó László Zsolt végül Vaszily Miklós váltotta egymást 2-3 évenként.
Ezen időszak alatt zajlott a teljes magyar közmédiarendszer átszervezése. A teljes közmédia (MR, MTV, Duna, MTI) ingatlanvagyonát és a 3431 főből álló munkavállalóinak túlnyomó részét az MTVA vette át.
Kezdetben divizionális szervezet formában működött, a négy szervezet négy önálló divízióként (Divízió I., II., III., IV.) tagozódott be az MTVA-ba. Ezután 2010 és 2016 között – a párhuzamosságok miatt – hat nagyobb hullámban elbocsájtásokat hajtottak végre. Miközben a diviziókat fokozatosan kiürítették, a megmaradt dolgozókat folyamatosan helyezték át a vagyonkezelő új struktúrájába (ugyanakkor hatalmas felháborodást váltott ki a szakszervezeteknél, hogy a leépítéssel párhuzamosan az MTVA új dolgozókat is felvett).
2015-től az MTV-t, az MR-t, az MTI-t és a Duna TV-t összevonták a Duna Médiaszolgáltató Nonprofit Zrt.-be.
Mivel a közmédia a közszolgálati feladatai alapján a teljes társadalom számára kínál tartalmakat, a nézettségi és elérési adatokat a teljes népességre vonatkozóan teszik közzé. Ezek alapján a hat közszolgálati televízióadó átlagos napi elérése összesen közel 4 000 000 fő.
2016. január 1-jétől az MTVA csatornáinak reklámidejét az Atmedia értékesíti.

### 2018 óta
Az MTVA-s időszak a magyar közmédia pénzbőséges időszaka a folyamatosan növekvő állami finanszírozásnak köszönhetően.
A műsorgyártás költségeinek jelentős része jelenleg a prémium sportjogokra (Formula 1, Bajnokok Ligája – utóbbi elvesztése után az Európa-liga és a Konferencia Liga) illetve a piaci áron felül vásárolt magyar futballbajnokság sportjogaira megy el.  A tévés portfólió összes csatornáinak közönségaránya körülbelül 10% az egész napot tekintve.
A nézett műsorai gyártásuk során nem mentesek a konfliktusoktól. Emellett az MTVA teljes időszakára jellemző a túlzó politikai elfogultság az aktuális kormányzat irányába (lásd a fentieket a Kritikák, botrányok szakaszban).

## Feladatai
Az Alap legfontosabb feladatai a következők:
- Közszolgálati média- és hírszolgáltatás;
- a Közszolgálati Közalapítvány, a közösségi médiaszolgáltatások, a közszolgálati médiaszolgáltatók szervezeti átalakításának támogatása;
- közszolgálati célú műsorszámok gyártása és támogatása;
- Az elsőként filmszínházban bemutatásra szánt filmalkotások támogatása;
- a közmédia-rendszer közös archívumának és egyéb vagyonának kezelése és gyarapítása;

## Szervezeti felépítése

### MTVA felső vezetősége
|                              |                              |                              |                              |                              |                              |  |  |                        |                        |                        |                        | Közszolgálati Költségvetési Tanács | Közszolgálati Költségvetési Tanács | Közszolgálati Költségvetési Tanács | Közszolgálati Költségvetési Tanács | Közszolgálati Költségvetési Tanács | Közszolgálati Költségvetési Tanács |                        |                        |                        |                        |  |  | NMHH Médiatanácsa    | NMHH Médiatanácsa    | NMHH Médiatanácsa    | NMHH Médiatanácsa    | NMHH Médiatanácsa    | NMHH Médiatanácsa    |  |  |                         |                         |                         |                         |                         |                         |  |  |                  |                  |                  |                  |                                             |                                             |                                             |                                             |                                             |                                             |                                   |                                   |                                   |                                   |                          |                          |                          |                          |  |  |  |  |  |  |  |  |  |  |  |  |  |  |  |  |  |  |  |  |  |  |  |  |  |  |  |  |  |  |  |  |  |  |  |  |  |  |
|                              |                              |                              |                              |                              |                              |  |  |                        |                        |                        |                        | Közszolgálati Költségvetési Tanács | Közszolgálati Költségvetési Tanács | Közszolgálati Költségvetési Tanács | Közszolgálati Költségvetési Tanács | Közszolgálati Költségvetési Tanács | Közszolgálati Költségvetési Tanács |                        |                        |                        |                        |  |  | NMHH Médiatanácsa    | NMHH Médiatanácsa    | NMHH Médiatanácsa    | NMHH Médiatanácsa    | NMHH Médiatanácsa    | NMHH Médiatanácsa    |  |  |                         |                         |                         |                         |                         |                         |  |  |                  |                  |                  |                  |                                             |                                             |                                             |                                             |                                             |                                             |                                   |                                   |                                   |                                   |                          |                          |                          |                          |  |  |  |  |  |  |  |  |  |  |  |  |  |  |  |  |  |  |  |  |  |  |  |  |  |  |  |  |  |  |  |  |  |  |  |  |  |  |
|                              |                              |                              |                              |                              |                              |  |  |                        |                        |                        |                        |                                    |                                    |                                    |                                    |                                    |                                    |                        |                        |                        |                        |  |  |                      |                      |                      |                      |                      |                      |  |  |                         |                         |                         |                         |                         |                         |  |  |                  |                  |                  |                  |                                             |                                             |                                             |                                             |                                             |                                             |                                   |                                   |                                   |                                   |                          |                          |                          |                          |  |  |  |  |  |  |  |  |  |  |  |  |  |  |  |  |  |  |  |  |  |  |  |  |  |  |  |  |  |  |  |  |  |  |  |  |  |  |
|                              |                              |                              |                              |                              |                              |  |  |                        |                        |                        |                        | Duna Médiaszolgáltató              | Duna Médiaszolgáltató              | Duna Médiaszolgáltató              | Duna Médiaszolgáltató              | Duna Médiaszolgáltató              | Duna Médiaszolgáltató              |                        |                        |                        |                        |  |  | MTVA (Vezérigazgató) | MTVA (Vezérigazgató) | MTVA (Vezérigazgató) | MTVA (Vezérigazgató) | MTVA (Vezérigazgató) | MTVA (Vezérigazgató) |  |  |                         |                         |                         |                         |                         |                         |  |  |                  |                  |                  |                  |                                             |                                             |                                             |                                             |                                             |                                             |                                   |                                   |                                   |                                   |                          |                          |                          |                          |  |  |  |  |  |  |  |  |  |  |  |  |  |  |  |  |  |  |  |  |  |  |  |  |  |  |  |  |  |  |  |  |  |  |  |  |  |  |
|                              |                              |                              |                              |                              |                              |  |  |                        |                        |                        |                        | Duna Médiaszolgáltató              | Duna Médiaszolgáltató              | Duna Médiaszolgáltató              | Duna Médiaszolgáltató              | Duna Médiaszolgáltató              | Duna Médiaszolgáltató              |                        |                        |                        |                        |  |  | MTVA (Vezérigazgató) | MTVA (Vezérigazgató) | MTVA (Vezérigazgató) | MTVA (Vezérigazgató) | MTVA (Vezérigazgató) | MTVA (Vezérigazgató) |  |  |                         |                         |                         |                         |                         |                         |  |  |                  |                  |                  |                  |                                             |                                             |                                             |                                             |                                             |                                             |                                   |                                   |                                   |                                   |                          |                          |                          |                          |  |  |  |  |  |  |  |  |  |  |  |  |  |  |  |  |  |  |  |  |  |  |  |  |  |  |  |  |  |  |  |  |  |  |  |  |  |  |
|                              |                              |                              |                              |                              |                              |  |  |                        |                        |                        |                        |                                    |                                    |                                    |                                    |                                    |                                    |                        |                        |                        |                        |  |  |                      |                      |                      |                      |                      |                      |  |  |                         |                         |                         |                         |                         |                         |  |  |                  |                  |                  |                  |                                             |                                             |                                             |                                             |                                             |                                             |                                   |                                   |                                   |                                   |                          |                          |                          |                          |  |  |  |  |  |  |  |  |  |  |  |  |  |  |  |  |  |  |  |  |  |  |  |  |  |  |  |  |  |  |  |  |  |  |  |  |  |  |
|                              |                              |                              |                              |                              |                              |  |  |                        |                        |                        |                        |                                    |                                    |                                    |                                    |                                    |                                    |                        |                        |                        |                        |  |  |                      |                      |                      |                      |                      |                      |  |  |                         |                         |                         |                         |                         |                         |  |  |                  |                  |                  |                  |                                             |                                             |                                             |                                             |                                             |                                             |                                   |                                   |                                   |                                   |                          |                          |                          |                          |  |  |  |  |  |  |  |  |  |  |  |  |  |  |  |  |  |  |  |  |  |  |  |  |  |  |  |  |  |  |  |  |  |  |  |  |  |  |
| Programkoordinációs Igazgató | Programkoordinációs Igazgató | Programkoordinációs Igazgató | Programkoordinációs Igazgató | Programkoordinációs Igazgató | Programkoordinációs Igazgató |  |  | Vezérigazgatói Kabinet | Vezérigazgatói Kabinet | Vezérigazgatói Kabinet | Vezérigazgatói Kabinet | Vezérigazgatói Kabinet             | Vezérigazgatói Kabinet             |                                    |                                    | Produkciós Igazgatóság             | Produkciós Igazgatóság             | Produkciós Igazgatóság | Produkciós Igazgatóság | Produkciós Igazgatóság | Produkciós Igazgatóság |  |  | Online Igazgatóság   | Online Igazgatóság   | Online Igazgatóság   | Online Igazgatóság   | Online Igazgatóság   | Online Igazgatóság   |  |  | Belső Ellenőrzési Iroda | Belső Ellenőrzési Iroda | Belső Ellenőrzési Iroda | Belső Ellenőrzési Iroda | Belső Ellenőrzési Iroda | Belső Ellenőrzési Iroda |  |  | Biztonsági Iroda | Biztonsági Iroda | Biztonsági Iroda | Biztonsági Iroda | Biztonsági Iroda                            | Biztonsági Iroda                            |                                             |                                             | Általános Vezérigazgató–helyettes           | Általános Vezérigazgató–helyettes           | Általános Vezérigazgató–helyettes | Általános Vezérigazgató–helyettes | Általános Vezérigazgató–helyettes | Általános Vezérigazgató–helyettes |                          |                          |                          |                          |  |  |  |  |  |  |  |  |  |  |  |  |  |  |  |  |  |  |  |  |  |  |  |  |  |  |  |  |  |  |  |  |  |  |  |  |  |  |
| Programkoordinációs Igazgató | Programkoordinációs Igazgató | Programkoordinációs Igazgató | Programkoordinációs Igazgató | Programkoordinációs Igazgató | Programkoordinációs Igazgató |  |  | Vezérigazgatói Kabinet | Vezérigazgatói Kabinet | Vezérigazgatói Kabinet | Vezérigazgatói Kabinet | Vezérigazgatói Kabinet             | Vezérigazgatói Kabinet             |                                    |                                    | Produkciós Igazgatóság             | Produkciós Igazgatóság             | Produkciós Igazgatóság | Produkciós Igazgatóság | Produkciós Igazgatóság | Produkciós Igazgatóság |  |  | Online Igazgatóság   | Online Igazgatóság   | Online Igazgatóság   | Online Igazgatóság   | Online Igazgatóság   | Online Igazgatóság   |  |  | Belső Ellenőrzési Iroda | Belső Ellenőrzési Iroda | Belső Ellenőrzési Iroda | Belső Ellenőrzési Iroda | Belső Ellenőrzési Iroda | Belső Ellenőrzési Iroda |  |  | Biztonsági Iroda | Biztonsági Iroda | Biztonsági Iroda | Biztonsági Iroda | Biztonsági Iroda                            | Biztonsági Iroda                            |                                             |                                             | Általános Vezérigazgató–helyettes           | Általános Vezérigazgató–helyettes           | Általános Vezérigazgató–helyettes | Általános Vezérigazgató–helyettes | Általános Vezérigazgató–helyettes | Általános Vezérigazgató–helyettes |                          |                          |                          |                          |  |  |  |  |  |  |  |  |  |  |  |  |  |  |  |  |  |  |  |  |  |  |  |  |  |  |  |  |  |  |  |  |  |  |  |  |  |  |
|                              |                              |                              |                              |                              |                              |  |  |                        |                        |                        |                        |                                    |                                    |                                    |                                    |                                    |                                    |                        |                        |                        |                        |  |  |                      |                      |                      |                      |                      |                      |  |  |                         |                         |                         |                         |                         |                         |  |  |                  |                  |                  |                  |                                             |                                             |                                             |                                             |                                             |                                             |                                   |                                   |                                   |                                   |                          |                          |                          |                          |  |  |  |  |  |  |  |  |  |  |  |  |  |  |  |  |  |  |  |  |  |  |  |  |  |  |  |  |  |  |  |  |  |  |  |  |  |  |
| Kulturális Igazgatóság       | Kulturális Igazgatóság       | Kulturális Igazgatóság       | Kulturális Igazgatóság       | Kulturális Igazgatóság       | Kulturális Igazgatóság       |  |  |                        |                        |                        |                        |                                    |                                    |                                    |                                    |                                    |                                    |                        |                        |                        |                        |  |  |                      |                      |                      |                      |                      |                      |  |  |                         |                         |                         |                         |                         |                         |  |  |                  |                  |                  |                  | Gazdasági és Vagyongazdálkodási Igazgatóság | Gazdasági és Vagyongazdálkodási Igazgatóság | Gazdasági és Vagyongazdálkodási Igazgatóság | Gazdasági és Vagyongazdálkodási Igazgatóság | Gazdasági és Vagyongazdálkodási Igazgatóság | Gazdasági és Vagyongazdálkodási Igazgatóság |                                   |                                   | Technológiai Igazgatóság          | Technológiai Igazgatóság          | Technológiai Igazgatóság | Technológiai Igazgatóság | Technológiai Igazgatóság | Technológiai Igazgatóság |  |  |  |  |  |  |  |  |  |  |  |  |  |  |  |  |  |  |  |  |  |  |  |  |  |  |  |  |  |  |  |  |  |  |  |  |  |  |

Forrás:
- MTVA szervezeti ábra, 2025. január 1. (Hozzáférés: 2025. január 23.)
- ÁSZ: A magyar közmédiaszolgáltatás rendszere pp. 21, 2023. (Hozzáférés: 2025. január 23.)

### Vezérigazgatói
| Időszak   | Vezérigazgató      |
| --------- | ------------------ |
| 2011      | Fazekas Csaba      |
| 2011–2013 | Böröcz István      |
| 2013–2015 | Szabó László Zsolt |
| 2015–2018 | Vaszily Miklós     |
| 2018–     | Papp Dániel        |

### Igazgatóságok

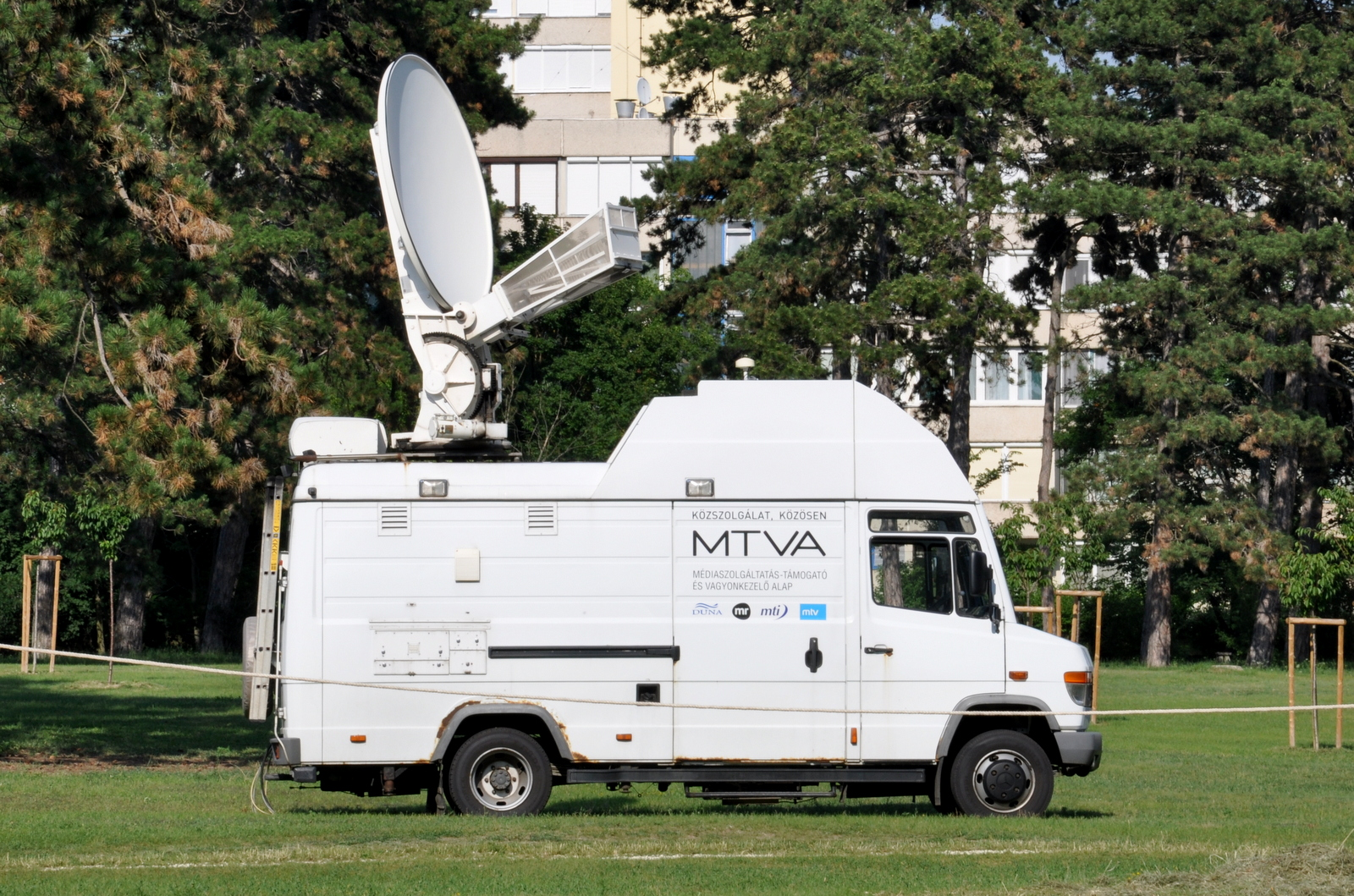
Műholdas közvetítőkocsi

- Programkoordinációs igazgató: Pető Zoltán
- Vezérigazgatói Kabinet: Krupp Zsuzsanna
- Kulturális igazgatóság: betöltetlen
- Gazdasági és vagyongazdálkodási igazgatóság: Molnár Szabolcs Farkas
- Online igazgatóság: Martí Zoltán
- Produkciós igazgatóság: Könczey Béla
- Technológiai igazgatóság: Olbort Anett

### Csatornaigazgatóságok

Az MTVA logója 2011-től 2012 augusztusáig

- Duna Csatornaigazgatóság: Andrónyi Kolos
- M1 Hírigazgatóság: Németh Zsolt
- M2 Csatornaigazgatóság: Molnárné Vass Éva
- M2 Petőfi TV Csatornaigazgatóság: betöltetlen
- M4 Csatornaigazgatóság: Székely Dávid
- M5 Csatornaigazgatóság: Gulyás István
- Kossuth Rádió Csatornaigazgatóság: Siklósi Beatrix
- Petőfi Rádió Csatornaigazgatóság: Dominik Zsolt
- Bartók Rádió Csatornaigazgatóság: Devich Márton
- Dankó Rádió Csatornaigazgatóság: Eredics Gábor
- Nemzeti Sportrádió Csatornaigazgatóság: Ballai Attila
- Szakcsi Rádió Csatornaigazgatóság: Esztergályos Máté
- Csukás Meserádió Csatornaigazgatóság: Gévai Csilla

### Főszerkesztőségek
- Vallási főszerkesztőség: Andrónyi Kolos
- Nemzetiségi-, külhoni főszerkesztőség: Andrónyi Kolos

## Gazdálkodás
A 2024-ben közel 2 ezer főt foglalkoztató MTVA bevételének több mint 90%-a állami támogatás, ami 2025-ben 165 milliárd Ft volt. A bevételének túlnyomó részét közszolgálati hozzájárulás címen kapja meg, emellett az Nemzeti Média- és Hírközlési Hatóságtól évente 10 milliárd Ft-os törvényi támogatást is kap. A kereskedelmi bevételei csupán töredékét teszik ki a teljes bevételnek, amelyek elsősorban belföldi reklám és szponzorbevételek.
A jelentős költségvetés ellenére az MTVA 2015-re újabb hiteleket halmozott fel (részben a megvásárolt székházzal kapcsolatban). 2015. december 15-én a magyar állam 49,2 milliárd Ft összegben átvállalta az MTVA hiteleit. Ezzel egyidejűleg döntés született az MTVA feladatainak ellátásához nem szükséges állami tulajdonú ingatlanok Magyar Nemzeti Vagyonkezelő Zrt. részére történő átadásáról.
|                            | Bevétel | Bevétel | Összes költség és ráfordítás |         | Mérleg szerinti eredmény / Adózott eredmény | Forrás: |
| Közszolgálati hozzájárulás | Összes  |         | Összes költség és ráfordítás |         | Mérleg szerinti eredmény / Adózott eredmény | Forrás: |
| -------------------------- | ------- | ------- | ---------------------------- | ------- | ------------------------------------------- | ------- |
| 2011                       | 52,672  | 70,008  | 89,562                       | -20,331 | [ 19 ]                                      |         |
| 2012                       | 61,8    | 85,74   | 82,765                       | 0,021   | [ 20 ]                                      |         |
| 2013                       | 66,558  | 90,996  | 83,153                       | 3,897   | [ 20 ]                                      |         |
| 2014                       | 69,861  | 87,295  | 81,334                       | 2,892   | [ 21 ]                                      |         |
| 2015                       | 69,861  | 92,429  | 92,291                       | 9,389   | [ 21 ]                                      |         |
| 2016                       | 69,861  | 93,36   | 92,765                       | 0,553   | [ 22 ]                                      |         |
| 2017                       | 70,14   | 95,233  | 93,307                       | 2,018   | [ 22 ]                                      |         |
| 2018                       | 71,262  | 98,931  | 101,178                      | -2,301  | [ 23 ]                                      |         |
| 2019                       | 73,044  | 94,451  | 93,159                       | 1,42    | [ 23 ]                                      |         |
| 2020                       | 84,778  | 107,226 | 91,318                       | 20,541  | [ 24 ]                                      |         |
| 2021                       | 97,187  | 119,184 | 115,119                      | 8,244   | [ 24 ]                                      |         |
| 2022                       | 110,686 | 129,658 | 122,257                      | 7,957   | [ 25 ]                                      |         |
| 2023                       | 109,748 | 127,756 | 133,073                      | -4,605  | [ 26 ]                                      |         |
| 2024                       | 127,549 | 143,403 | 146,812                      | -3,197  | [ 27 ]                                      |         |
| 2025                       | 153,31  | 165,611 | 165,611                      | n.a.    | [ 28 ]                                      |         |

1. ↑  2012-ig üzembetartási díj és költségvetési hozzájárulás néven szerepelt.
2. ↑  A összeg nagyrészt a 2020-as labdarúgó-Eb és  a 2020. évi nyári olimpiai játékok elhalasztása miatt halmozódott fel.
3. ↑  Az NMHH 2025. évi egységes költségvetéséről szóló törvény alapján.

## Médiaportfólió
Az MTVA a következő tévé- és rádióadók, illetve internetes portálok és nyomtatott sajtó tartalmainak előállításáért felel:

### Jelenlegi platformok

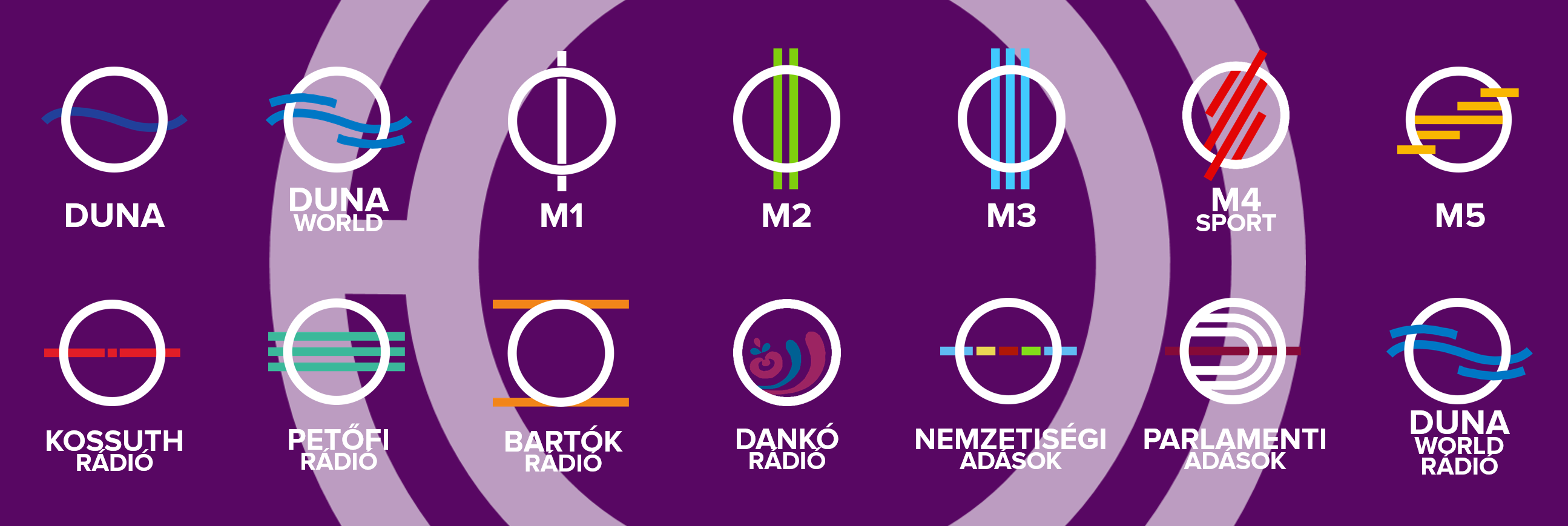
Az MTVA csatornáinak logói

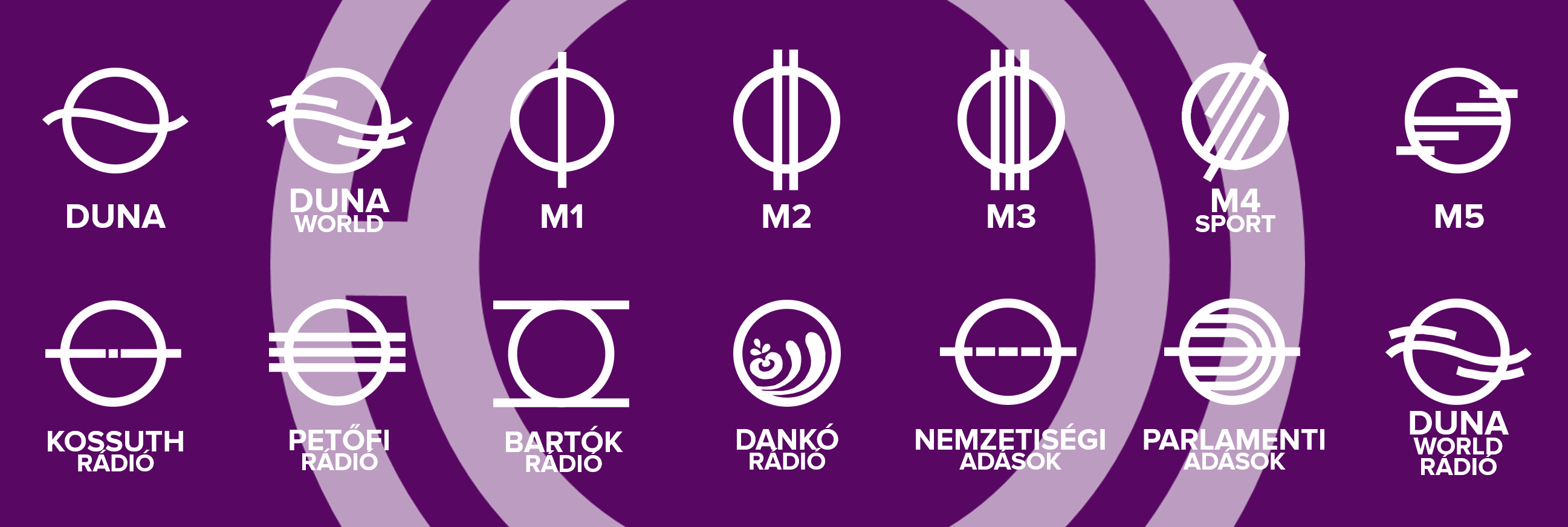
Az MTVA csatornáinak monokróm logói

| Televízió                                                             | Rádió | MTI                             | Online | Nyomtatott sajtó |
| --------------------------------------------------------------------- | --- | ------------------------------- | --- | ---------------- |
| - Duna - Duna World - M1 - M2 - M2 Petőfi - M4 Sport - M4 Sport+ - M5 | - Kossuth Rádió - Petőfi Rádió - Bartók Rádió - Dankó Rádió - Nemzeti Sportrádió - Nemzetiségi adások - Parlamenti adások | - mti.hu - Nemzeti Közleménytár | - Csukás Meserádió - Szakcsi Rádió - M3.hu - Mediaklikk.hu - Hirado.hu - M4sport.hu - Teletext.hu - Ridikul.hu - Nemzetiarchivum.hu - Nso.hu | - Nemzeti Sport  |

### Megszűnt platformok
- Árvízvédelmi Rádió (Árvíz FM)
- Dalok és dallamok
- Duna World Rádió
- Info TV
- M3D
- Petofilive.hu
- Régió Rádió
- RTV Részletes
- Telehold
- Teleteka.hu[32]

## Székhelye
1037 Budapest, Kunigunda útja 64.

### Telephelyei
| Irányítószám                 | Város     | Utca és házszám         | Adott jogcímen használt ingatlan | Tevékenység                           |
| ---------------------------- | --------- | ----------------------- | -------------------------------- | ------------------------------------- |
| 1037                         | Budapest  | Kunigunda útja 64.      | saját                            | MTVA Gyártóbázis                      |
| 1037                         | Budapest  | Bojtár utca 49.         | saját                            | MTVA vendégparkoló és eseti bérbeadás |
| 1054                         | Budapest  | Báthory utca 24., I.6.  | saját                            | MTVA belső hasznosítás                |
| 1066                         | Budapest  | Jókai u. 2., Pinceszint | saját                            | MTVA–MRME                             |
| 1066                         | Budapest  | Jókai u. 4., I/1.       | saját                            | MTVA–MRME                             |
| 1066                         | Budapest  | Jókai u. 4., Alagsor 5. | saját                            | MTVA–MRME                             |
| 1016                         | Budapest  | Naphegy tér 8.          | tulajdonosi joggyakorló          | MTVA / bérlői tevékenység             |
| 2100                         | Gödöllő   | Perczel Mór u. 34.      | tulajdonosi joggyakorló          | MTVA / bérlői tevékenység             |
| 2801                         | Tatabánya | Fő tér 4.               | bérelt                           | MTVA tevékenység                      |
| 3063                         | Jobbágyi  |                         | bérelt                           | MTVA tevékenység                      |
| 2024. december 31.-i állapot |           |                         |                                  |                                       |

### Korábbi telephelyei és fiókhelyei
A korábbi különböző közmédia intézményekhez tartozó ingatlanok eladásra, átadásra illetve bérlés esetén felmondásra kerültek.
| Irányítószám        | Város               | Utca és házszám      | Korábbi Intézmény                                                 |
| Korábbi telephelyei | Korábbi telephelyei | Korábbi telephelyei  | Korábbi telephelyei                                               |
| ------------------- | ------------------- | -------------------- | ----------------------------------------------------------------- |
| 1013                | Budapest            | Krisztina krt. 24.   | MTI                                                               |
| 1016                | Budapest            | Fém u. 8.            | MTI                                                               |
| 1016                | Budapest            | Mészáros u. 48.      | Duna TV                                                           |
| 1021                | Budapest            | Hűvösvölgyi út 95.   | ORTT                                                              |
| 1021                | Budapest            | Völgy u. 1-3.        | Magyar Rádió                                                      |
| 1052                | Budapest            | Váci utca 16/B.      | ORTT                                                              |
| 1075                | Budapest            | Károly krt. 19-21.   | MTI                                                               |
| 1088                | Budapest            | Reviczky u. 5.       | ORTT                                                              |
| 1088                | Budapest            | Bródy Sándor u. 5.   | MTVA / MRME / bérlői hasznosítás (az MR székháza bontásra került) |
| Korábbi fióktelepei |                     |                      |                                                                   |
| 2011                | Gödöllő             | Hegy u. 1.           | MTI                                                               |
| 3100                | Salgótarján         | Erzsébet tér 6.      |                                                                   |
| 3527                | Miskolc             | Bajcsy Zs. u. 15.    | Magyar Rádió                                                      |
| 4024                | Debrecen            | Piac u. 28/C.        | Magyar Rádió                                                      |
| 4401                | Nyíregyháza         | Szent István u. 42.  | Magyar Rádió                                                      |
| 5000                | Szolnok             | Kolozsvári u. 2./10? | Magyar Rádió                                                      |
| 6720                | Szeged              | Stefánia sétány 7.   | Magyar Rádió                                                      |
| 6725                | Szeged              | Kálvária tér 22.     | MTV                                                               |
| 7626                | Pécs                | Alsó-havi u. 16.     | MTV                                                               |
| 7626                | Pécs                | Szent Mór u. 1.      | Magyar Rádió                                                      |
| 8000                | Székesfehérvár      | Honvéd u. 1.         |                                                                   |
| 9024                | Győr                | Nagy Imre u. 28.     | Magyar Rádió                                                      |

- Az MTVA 2013-ban két, egyenként kb. 100 m2-es ingatlant vett Tusnádfürdőn – hozzátartozó 545 m2-es és 778 m2-es telkekkel együtt – összesen 207 ezer euróért (60 millió Ft, 2013 júliusi árfolyamon).[43] 2020-ban eladásra kerültek a Bethlen Gábor Alapkezelő Zrt. részére.[44]

## Stúdiói
Az óbudai székházban hat új stúdiót alakítottak ki, azóta üzemszerűen öt működik.
| Stúdió | Területe | Televíziós műsorok                                                                                  | Megjegyzés                                                                |
| ------ | -------- | --------------------------------------------------------------------------------------------------- | ------------------------------------------------------------------------- |
| 1-es   | 600 m2   | - Csináljuk a fesztivált! - A Dal - DTK – D. Tóth Kriszta Show - P@dtársat keresünk döntője         | A '80-as évek végén épült, 2010-es évek elején felújított stúdió          |
| 2-es   | 320 m2   | - M4 Sport stúdiója                                                                                 | A '80-as évek végén épült, 2010-es évek elején felújított stúdió          |
| 3-as   | 350 m2   | - Család-barát                                                                                      |                                                                           |
| 4-es   | 350 m2   | - MTVA többfunkciós hírstúdiója                                                                     |                                                                           |
| 5-ös   | 90 m2    | - Telesport - Kékfény - Kárpát Expressz - Hetedhét gyerekhíradó - Szempont - A határon túli műsorok | Az MTVA HD digitális technikával felszerelt, virtuális (BlueBox) stúdiója |
| 6-os   | 90 m2    | - Tartalék vezérlő több stúdióhoz                                                                   |                                                                           |

## Leányvállalatai
A közmédia szervezetek vagyonátadása után az MTVA az alábbi társaságokban szerzett tulajdoni részt:

### Jelenlegi társaságok
- Magyar Rádió Művészeti Együttesei Nonprofit Kft. (röviden: MRME, korábban: Közszolgálati Kulturális Nonprofit Kft., Pannónia Művészeti Nonprofit Kft., Pannónia Rádió Kft.)

Fő funkciója a reklámügynöki tevékenység és a művészeti együtteseinek működtetése. Ide tartozik a Magyar Rádió Szimfonikus Zenekara, a Magyar Rádió Énekkara és a Magyar Rádió Gyermekkórusa.
- MTVA Digitalizációs Műhely Kft.

A 2011-ben MTVA által alapított társaság feladata az adatszolgáltatás, web-hosting és a NAVA-val kapcsolatos feladatok.
- Közszolgálati Médiaakadémia Alapítvány

Az alapítvány a médiaszolgáltatások tartalmának előállításában részt vevők továbbképzésével foglalkozik.
- N.S. Média és Vagyonkezelő Kft.

A kft. fő tevékenysége a Nemzeti Sport sportnapilap kiadása és az nso.hu hírportál üzemeltetése.

### Korábbi társaságok
- Új Média Szolgáltató és Teletext Kft. (korábban: Új Képújság Kft., Új Média Kft.)

Fő feladata volt a Teletext és a közmédia online felületeinek működtetése, fejlesztése illetve a feliratozás. A cég 2019-ben végelszámolással megszűnt.
- MTVA Kiadói Kft. (korábban: MTI Kiadói Kft.)

Folyóiratok és időszaki kiadványok kiadás volt a cég feladata. A kiadó cég 2018 elején szüntette meg az évtizedek óta megjelent RTV Részletes és a Telehold heti műsorújságokat. Bár felmerült lehetséges felvásárló, ez végül nem valósult meg.
- Promo-Press Kft. (korábban: Promo-Pressz Kft.)

Feladata a folyóiratok és időszaki kiadványok kiadása volt valamint hírügynökségi tevékenység.
- Médiapozitív Kft.

Feladata televízióműsor összeállítása és szolgáltatása volt. A közmédia ide szervezett ki bizonyos gyártási, szerkesztési feladatokat. 2017 végén megszűnt.

### Korábbi szolgáltatások
- Filmforgalmazás

2012 és 2017 között az MTVA filmforgalmazással is foglalkozott. Az első A boldogság sosem jár egyedül című francia film volt, amely 2012. október 4-én került a mozikba. Elsősorban európai – többnyire francia – filmek kerültek mozis forgalmazásba. Olyan filmeket mutattak be többek között, mint:
- A csodacsapat
- A fiam családja
- A közös szenvedély
- A nagymester
- Apák és lányaik
- A Pingvinkirály
- Aladdin legújabb kalandjai
- Bazi nagy francia lagzik
- Belle és Sébastien
- Belle és Sébastien: A kaland folytatódik
- Brooklyn legmérgesebb embere
- Csocsó-sztori
- Elemi szerelem
- Én és a robotom
- Farkas Totem 3D
- Felcsípve
- Fordulópont
- Háziúr kiadó
- Mama
- Miffy kis és nagy kalandjai
- Mocsárvidék
- Szex, szerelem, terápia
- T.S. Spivet különös utazása
- Tajtékos napok
- Wissper

Az utolsó mozifilmet, a német Vakrandim az élettel-t 2017. november 9.-én mutatták be.

## Arculata
2012. július 27-én, a XXX. nyári olimpiai játékok megnyitója alkalmából, az egész közmédia – az MTVA, a Magyar Távirati Iroda (MTI), a Magyar Televízió (MTV), a Duna Televízió és a Magyar Rádió (MR) – új arculatot kapott. Az egységes arculat alapmotívumait a tűz, a víz, a levegő és a föld jelképrendszere adja, melynél mindegyik alapja a kör. A csatornaszignálokat Kovács Ákos írta.
A csatornák új, egységes weboldala: www.mediaklikk.hu

## Kritikák, botrányok
Bővebben: A Médiaszolgáltatás-támogató és Vagyonkezelő Alap kritikái

### Politikai elfogultság a Fidesz-kormányzat felé
A médiumot többször érték kritikák, hogy hangsúlyosan és gyakran kizárólagosan az azt létrehozó Fidesz-kormányzat véleményeit és nézőpontját közvetíti. Az MTVA-t megalakulása óta számos bírálat érte, miszerint a második Orbán-kormány azzal a céllal hozta létre, hogy azon öncélúan kormánypropagandát közvetítsen. Több esetben hírhamisítás is történt, amikor egy esemény eredeti információit, illetve körülményeit hamis látszatot keltve utólagosan manipulálták, vagy eleve valótlanságokat állítottak róluk.

### Áttekinthetetlen felelősségi viszonyok a Duna Médiaszolgáltató és az MTVA között
A Duna Médiaszolgáltatónak alig vannak alkalmazottai, a műsorokat az MTVA és a hozzá tartozó alkalmazottak készítik a Duna megrendelésére. A számlákat közvetlenül az állam fizeti. Míg az adminisztratív munkát ellátó Duna Médiaszolgáltató 3, addig a műsorgyártással foglalkozó MTVA 130-140 milliárd forintból gazdálkodik nagyjából a 2023-2024-es években. Így felmerül, hogy a médiatörvényben a közszolgálati médiával szemben támasztott elvárások nem teljesülnek, mert a szerkesztői felelősség, és a Közszolgálati kódex betartása az MTVA felé nincsenek megfogalmazva. A két cég közötti kapcsolatviszonyt nem szabályozza általános keretszerződés 2015 óta, nem átláthatóak a folyamatok és a felelősségi viszonyok zavarosak, amit az Európai Unió is kifogásol, ahogy a felügyeletet ellátó Médiatanács függetlenségét is. A témával foglalkozó Szabad Európa cikksorozatának hatására a Magyar Újságírók Országos Szövetsége állásfoglalást adott ki, amelyben sürgeti, hogy „végre legyenek átláthatóak a közmédián belül a szerkesztési és pénzügyi viszonyok”. Ennek közlését azonban az MTI megtagadta.

### Konfliktusok a műsorgyártásban
- 2013 január elején D. Tóth Kriszta, a DTK műsorvezetője felmondott, miután az MTVA egy csoportos létszámleépítés során elbocsátotta a showműsort készítő stáb jelentős részét (a szerkesztői csapatából öt embert kirúgtak, hármat áthelyeztek, ketten külföldre költöztek), és állítólag újabb kirúgásokra lehetett számítani, amelyek már érintették volna a show stábjának legfontosabb embereit is.[83]
- 2015 februárjában az MTVA felbontotta a produkciós szerződéseit a Hung-Ister Zrt. gyártó stúdióval, amelyek a köztévé nézettebb műsorait is érintették:
  - a hétköznap esti Maradj talpon! kvízműsort ideiglenesen szüneteltették,[84]
  - A Dal eurovíziós nemzeti dalválasztó műsor és a Magyarország, szeretlek! belső gyártásba kerültek át,[85]
  - illetve az MTVA megpróbálta felbontani a cég és a Szerencsejáték Zrt. műsorainak (pl. ötöslottó-sorsolás) hosszútávú gyártási szerződését.[86]

A döntésben szerepet játszhatott, hogy két héttel korábban Simicska Lajos, a műsorokat gyártó cég tulajdonosa – és korábbi Fidesz-közeli üzletember – számos interjúban elmondta véleményét az Orbán által felépített új rendszer diktatórikus vonásairól, valamint a miniszterelnökkel szemben kritikus média „kicsinálásáról”.
A televíziós produkciók végül más Fidesz–közeli cégekhez kerültek: a Maradj Talpon! előbb alvállalkozóhoz (Show & Game Produkciós Kft), majd belső gyártásba, végül Halkó Gabriellához köthető Apropó Média Produkciós Kft gyártásába került át, ahogyan A Dal is. A Hung-Ister Zrt. pedig 2018 végén a KESMA tulajdonába került.
- 2015 március 15-ét követően az M1 hírcsatornaként működött tovább, de már aznap technikai nehézségek léptek fel és az első nap délutánjára a közmédia televíziós hírgyártó rendszere összeomlott. Másnaptól stúdióbeszélgetések és riport összeállítások helyett egy ideig országgyűlési közvetítéseket sugároztak.[90]
- 2015 végén csoportos létszámleépítés keretében az MTVA elbocsájtotta Jakupcsek Gabriellát, a közmédia legnézettebb műsorának számító Magyarország, szeretlek! vetélkedő egyik állandó csapatkapitányát és a Ridikül női talk-show műsorvezetőjét.[91] Pár órával később visszavették volna a képernyőst de úgy, hogy nem kívántak számára indoklást fűzni a korábbi kirúgásához.[92][93] Műsorait később más műsorvezetők vették át.[94]
- A Maradj talpon! című vetélkedőben 5 év után a fél stábot lecserélték kevésbé rutinosabb szakemberekre.[95] A műsorvezető Gundel Takács Gábor elmondta: korábban kétszer volt arra jelzés, hogy a stáb összetételét szeretnék megváltoztatni, de akkor még meg tudta győzni a döntéshozókat. A műsorvezető 2017. február 17-én önként távozott a műsorból (és a csatornától is), miután az egyik jelentkezőt a vetélkedőben politikai alapon nem engedték játszani.[96][97][98]
- Szujó Zoltán, az M4 Sport akkori műsorvezetője és egykori sportfőszerkesztője egy rádiós interjúban elmondta: 2015 után az MTVA nemtelen dolgokra hivatkozva lehetetlenített el és rúgott ki szakembereket a sportot közvetítő stábból. Ennek hatására több kollégájával összefogva nyílt levélben figyelmeztették a főnökeiket, hogy a további elbocsájtások a műsorok színvonalának a rovására mennek majd.[99] Ez többek között megtörtént a 2019-es Formula–1 spanyol nagydíjon: a helyszíni közvetítés hangproblémáit Budapestről nem tudták megoldani, ezért hazahívták a kommentátorokat (Szujóval – miután nem jelent meg a spanyol nagydíj közvetítésekor az itthoni stúdióban – az MTVA szerződést bontott).[100][101]
- 2022 novemberétől a Petőfi Rádió és M2 Petőfi műsorait a Petőfi Média Groupon keresztül készítették el, a tartalmak előállításán Sivák Péter dolgozott. 2023 májusában a szerződést felbontották.[102]

### Nem kívánatos személyek a közmédiában
- A 2011–2012-ben adott DTK – D. Tóth Kriszta Show talk-showban számos vendéget nem hívhattak meg:
  - Az egyik adásban Gálvölgyi János lett volna Rózsa György meglepetés vendége, de a készítőknek nem engedélyezték.[103]
  - Egy másik epizódban a meghívott vendég Majka volt, de a szereplése előtt el akarták küldeni, mert utólag vették észre, hogy fent van a jóváhagyott vendégek listáján. A műsorvezető hallani sem akart arról, hogy elküldjék a már sminkben ülő vendéget, és felvették a beszélgetést. Kiírták DVD-re az anyagot, és megmutatták a vezetőségnek, akik végül engedélyezték a leadását.[104]
  - D. Tóth Kriszta később egy másik műsorában elárulta, hogy a két legtöbbször visszautasított vendége Kulka János és Pataki Ági volt a vezetőség részéről.[103][105]

Ezek nagyon érdekes dolgok, mert ez leírva soha nincs. Ez úgy történik, hogy nekem jóvá kellett hagyatnom – egy belső gyártású műsor volt –, hogy kikkel szeretnék interjút készíteni […] , és azt gondolom, hogy ez oké is, hiszen egy intézmény része vagy […] És akkor [ezután] mindig telefon illetve még az sem, leginkább személyesen ilyen jótékony pillantásokkal kísérve, hogy: ≫Szerintem inkább keressünk valaki mást. Tudod, hogy van ez …≪
- 2016-ban Kovács Patricia színésznő egy közösségi médiás posztjában osztotta meg, hogy bár három alkalommal is felkérték interjúra a közmédiában (ebből kétszer a Ridikül című talk-show-ba), később mindháromszor lemondták a felvétel előtt.[106] Volt férjét, a korábban SZDSZ politikus Gusztos Pétert a Kossuth Rádióba hívták volna meg egy interjúra az ex-feleségével közösen megalapított alapítvány kapcsán, de az interjúra nem került sor.[107]
- 2019-ben a Kossuth Rádió Zelki Jánossal, az 1994-es Koldusgyerek című dokumentumfilm forgatókönyvírójával szeretett volna egy interjút készíteni. Az író maga helyett a film rendezőjét (Salamon András) javasolta, a telefonban azonban a szerkesztő jelezte, hogy őt nem hívhatja be. Zelki rákérdezett, hogy őt magát szabad-e egyáltalán behívnia ebbe a műsorba, hiszen annak idején kirúgták a Magyar Rádióból. Zelki Jánossal végül nem készült interjú.[107]